# 李施愛の乱
李施愛の乱（り しあい(イ・シエ)のらん）は、1467年（世祖12年）に咸鏡道で起こった朝鮮時代（李氏朝鮮）前期最大の反乱。広範な民衆を巻きこみ、宮中内部の重臣にまで波及して、世祖晩年における最大の政治的危機となった。

## 概要
事件の直接の発端は、この年5月に、祖父の代からのこの地方の豪族であった李施愛が、吉州を訪れた地方軍司令官（咸吉道節度使）の康孝文を殺害したことに始まる。かねてから辺境の地として女真族との軍事的要衝として住民の負担が大きく、また世祖の中央集権の実施に反発してきた咸鏡道の民衆が、李施愛の反政府運動に呼応して、大規模な民衆反乱となった。
一方で、李施愛は国王の側近、韓明澮と申叔舟が康孝文と通じて、反乱を企てたという告発を行い、
事件は政権内部の権力闘争にまで波及して、2人の勲臣は、事件の解決まで身柄を拘束された。反乱軍の予想外の抵抗で、反乱が長期化の様相を示すと、世祖は亀城君李浚(クィソングン）を総司令官（咸吉江原平安黄海四道兵馬都総使）に任命し、康純（鎮北将軍）、南怡（ナム・イ）らを中心とする大規模な鎮圧軍を咸鏡道に派遣。3か月後に、李施愛は部下の裏切りにより、捕えられて反乱は終結した。
乱の平定後、世祖は腹心の韓明澮や申叔舟を引き続き重用したが、一方で乱の鎮圧に貢献した亀城君や南怡らの王族の政治的抬頭を許し、世祖の晩年は、勲臣と王族の政治的対立という火種を残すことになった。また、朝鮮国の始祖李成桂（太祖）の出身地であるにもかかわらず、北東の辺境である咸鏡道は、このあと、ついに朝鮮時代を通じて、「忘れ去られた土地｣として、時代の流れから取り残されていった。